# Холистер (Ајдахо)
Холистер (енгл. Hollister) град је у америчкој савезној држави Ајдахо.

## Демографија
По попису из 2010. године број становника је 272, што је 35 (14,8%) становника више него 2000. године.
| Група             | 2000.       | 2010.       |
| Белци             | 184 (77,6%) | 185 (68,0%) |
| Афроамериканци    | 0 (0,0%)    | 0 (0,0%)    |
| Азијати           | 0 (0,0%)    | 0 (0,0%)    |
| Хиспаноамериканци | 44 (18,6%)  | 79 (29,0%)  |
| Укупно            | 237         | 272         |